# Joseph August Schenk
Joseph August Schenk (Hallein, 17 de abril de 1815 — Leipzig, 30 de março de 1891) foi um botânico e paleontólogo que se destacou no campo do estudo dos fósseis vegetais, especialmente das Gimnospermae. Schenk estudou em Munique, Erlangen, Viena e em Berlim história natural e medicina, qualificando-se em 1841. Ensinou Botânica em Munique e em Würzburg, cidade onde em 1845 foi nomeado pProfessor de Botânica. Em 1868 mudou-se para a Universidade de Leipzig, onde desenvolveu o respetivo Jardim Botânico.

## Biografia
O pai de August (von) Schenk foi Friedrich von Schenk, inspetor-chefe das salinas da Baviera em Hallein e mais tarde administrador geral das minas e salinas da Baviera e tesoureiro do rei Maximiliano II da Baviera. O seu avô foi o estadista Heinrich von Schenk.
August Schenk estudou ciências naturais e medicina em Munique, onde recebeu seu doutoramento em 1837. Continuou seus estudos matriculando-se no curso de botânica em Erlangen, Viena e Berlim, tendo-se habilitado em 1841 como professor particular de botânica na Faculdade de Medicina em Würzburg, onde também se tornou professor extraordinário de botânica em 1844.
Foi nomeado professor de biologia em 1849 na Faculdade Cameralística, que existiu até 1858. Em 1856 Schenk mudou-se para a Faculdade de Filosofia. A partir de 1851 administrou o Jardim Botânico de Würzburg no Juliusspital como diretor e sucessor de Valentin Leiblein até 1867. Em 1868 aceitou um convite para leccionar na Universidade de Leipzig, onde também administrou o Jardim Botânico. Aposentou-se em 1887.
Foi membro honorário da sociedade de pesquisa natural em Bamberg e do ISIS em Dresden onde foi entronizado em 1 de janeiro de 1852, sob a presidência de Christian Gottfried Daniel Nees von Esenbeck, com o apelido académico Heller, uma homenagem ao médico e botânico Franz Xaver Heller. Foi eleito membro da Leopoldina, na seção Botânica. Desde 1869 foi membro titular da Sociedade Real Saxônica de Ciências (Königlich Sächsischen Gesellschaft der Wissenschaften).
O género de plantas Schenkia Griseb. da família da Gentianaceae foi assim nomeado em sua homenagem por August Grisebach em 1853.

## Obras
- Über das Vorkommen kontraktiler Zellen im Pflanzenreich (Würzb. 1858)
- Algologische Mitteilungen (in Verhandlungen der Physikalisch-Medizinischen Gesellschaft zu Würzburg, vol. 8 e 9)
- Beiträge zur Flora der Vorwelt (Kassel 1863)
- Beiträge zur Flora des Keupers und der rätischen Formation (Bamb. 1864, com 8 gravuras)
- Die fossile Flora der Grenzschichten des Keupers und Lias Frankens (Wiesb. 1865-67, com 45 grvuras)
- Die fossile Flora der nordwestdeutschen Wealdenformation (Kassel 1871, com 22 figuras)
- Pflanzen aus der Steinkohlenformation und jurassische Pflanzen aus China (in Ferdinand von Richthofen, China, vol. 4, 1882).
- Handbuch der Botanik (Breslau, 1879-86, 3 vol.)
- Die fossilen Pflanzenreste, 1888
- Mitteilungen aus dem Gesamtgebiet der Botanik (Leipz., 1871-75).
- Handbuch der Paläontologie.
- Diagnoses molluscorum terrestrium et fluviatilium circa Monachium indigenorum, Dissertatio Inauguralis, Typis Joanni Antonii Giesser, Monachii 1838 google books
- Flora der Umgebung von Würzburg. Aufzählung der um Würzburg vorkommenden phanerogamen Gefässpflanzen. Ein Beitrag zur Flora von Bayern. G. J. Manz, Regensburg 1848 Archive
- Der botanische Garten der Universität zu Würzburg. Verlag der Stahel’schen Buch- und Kunsthandlung, Würzburg 1860 google books.
- Em colaboração com Johann Lukas Schönlein: Abbildungen von fossilen Pflanzen aus dem Keuper Frankens, C.W. Kreidel´s Verlag, Wiesbaden 1865
- Colaborou na Flora brasiliensis com o botânico e naturalista Carl Friedrich Philipp von Martius em matéria de fósseis (1883)
- Para a Flora brasiliensis, do botânico e naturalista alemão Carl Friedrich Philipp von Martius, trabalhou sobre as Alstroemeriaceae
- Die während der Reise des Grafen Bela Széchenyi in China gesammelten fossilen Pflanzen in Palaeontographica (1846-1933) vol. 31 fasc. 1-2 (1884), pp. 163 - 182 (estudo das plantas fósseis para o conde Béla Széchenyi coletadas na viagem à Ásia Oriental realizada por este explorador em 1877-1880).
- Co-editor: de Handbuch der Botanik (Breslau, 1879-86, 3 vols. A partir deste especialmente impresso: Die fossilen Pflanzenreste, 1888)
- Com Christian Luerssen publicou as Mitteilungen aus dem Gesamtgebiet der Botanik (Leipzig, 1871-1875).
- Esteve envolvido na publicação da obra de Karl Alfred von Zittel Handbuch der Paläontologie a partir a morte de Wilhelm Philipp Schimper.